# Jessica Mae Stover
Jessica Mae Stover é uma atriz, roteirista, cineasta, escritora, adepta da Geração Y e filósofa. Ela é conhecida por seu filme Artemis Eternal e também por seus livros Aidmheil e Greyfeather.

## Filosofia

### Aparência e identificação
Apesar de algumas vezes ela aparecer em "uniformes" particularmente elaborados, Jessica Mae Stover é frequentemente não reconhecida pela empresa e também por seus fãs, até mesmo em seus próprios eventos. Ela fala que isso é "intencional".